# Bassel Khartabil
Bassel Khartabil (arabisk: باسل خرطبيل) også kendt som Bassel Safadi (arabisk: باسل صفدي) (født 22. maj 1981, død 3. oktober 2015) var en palæstinensisk/syrisk open-source-softwareudvikler. Fra 15. marts 2012 var han tilbageholdt af den syriske regering i Damascus i fængslet Adra Prison.
Khartabil var født og opvokset i Syrien, hvor han specialiserede sig i open source-softwareudvikling. Han var CTO og medgrundlægger af forskningsfirmaet Aiki Lab og var CTO for Al-Aous, en forlags- og forskningsinstitution dedikeret til arkæologisk forskning og kunst i Syrien. Han fungerede som projektleder og talsmand for Creative Commons Syrien og har bidraget til Mozilla Firefox, Wikipedia, Openclipart og Fabricatorz.
Hans arbejde inkluderede en 3D-fotorealistisk rekonstruktion af den gamle by Palmyra (Syrien) som real-time visualisering og udvikling med Fabricatorz for webprogrammeringsframeworket Aiki Framework.
Den 15. marts 2012 blev Khartabil ifølge øjenvidner pågrebet under anholdelser i Mazzeh-distriktet i Damaskus. Dagen markerede 1-årsdagen for den syriske opstand, hvor regeringsstøtter og modstandere demonstrerede i Damaskus og andre byer rundt om i landet. Arrangørerne af #FREEBASSEL-kampagnen sagde, at han derefter blev holdt fanget i sikkerhedskomplekset Kfar Sousa, Damaskus. Efter hans tilbageholdelse blev offentligt kendt i starten af juli, blev der lanceret en en global kampagne, der opfordrede myndighederne til at løslade ham.
I april 2012 skulle Khartabil have være gift.
På 2012 listen over Top Global Thinkers placerede Foreign Policy Khartabil sammen med Rima Dali som #19 for at "insistere, imod alle odds, på en fredelig syrisk revolution."
Den 15. marts 2013 drev #FREEBASSEL-projektet en #FREEBASSELDAY-kampagne i samarbejde med Creative Commons, Mozilla og andre global communities, hvilket resulterede i skabelsen af kunstværker, events, presseomtale og videoer.
Den 22. maj 2013, som markering af 2-årsdagen for Bassel Khartabils tilfangetagelse samt den 799. dag af den syriske konflikt, Syrian conflict, slog Index on Censorship, Creative Commons, og #FREEBASSEL-kampagnen kræfterne sammen for at fejre Khartabils arbejde og for at opfordre andre til ligeledes at sende fødselsdagshilsner. Ydermere opfordrede disse organisationer ved annonceringen af Project Sunlight folk til at hjælpe med at finde ud af mere om Khartabils tilstand og præcise opholdssted.

## Priser
Den 21. marts 2013 blev Khartabil tildelt Index on Censorship's Digital Freedom Award. Under indespærringen i Adra Prison lykkedes det Khartabil at sende en tak gennem Dana Trometer og Jon Phillips, der modtog prisen på hans vegne. Heri udtrykte han respekt for alle ofrene i kampen for ytringsfrihed og i særdeleshed de ikke-voldelige unge, som nægtede at bære våben, som med Khartabails ord "fortjente æren for denne pris."

## References
1. ↑  "Bassel Khartabil: Syrian internet freedom activist 'executed'". BBC News. 2017-08-02.
2. ↑  "#FREEBASSEL: a campaign to free Bassel Khartabil from Syrian jail". Al Bawaba. 4. juli 2012. Arkiveret fra originalen 2. januar 2014. Hentet 5. juli 2012.
3. ↑  "Aiki Lab". Arkiveret fra originalen 8. april 2014. Hentet 13. marts 2014.
4. ↑  "Al-Aous". Arkiveret fra originalen 17. november 2015. Hentet 13. marts 2014.
5. ↑  CC Syria
6. ↑  "CAMPAIGN LAUNCHED TO BRING HOME LOVED AND CELEBRATED INTERNET VOLUNTEER DETAINED IN SYRIA". FreeBassel.org. Hentet 5. juli 2012.
7. ↑  "Bassel Safadi discusses project involving 3D reconstruction of ancient city of Palmyra at San Francisco Art Institute, live from Syria via Skype". 2013-05-19. Hentet 1. juli 2013.
8. ↑  "As revolt against Assad enters 2nd year, 'up to 500,000' Syrians may flee crackdown". Al Arabiya. 15. marts 2012. Hentet 5. juli 2012.
9. ↑  "Activists launch #FREEBASSEL campaign to bring about release of Syrian web entrepreneur, well-known in technology communities". Al Jazeera. 4. juli 2012. Arkiveret fra originalen 3. marts 2016. Hentet 5. juli 2012.
10. ↑  Galperin, Eva. "Open Source Developer Bassel Khartabil Detained in Syria". Electronic Frontier Foundation. Hentet 5. juli 2012.
11. ↑  "The FP Top 100 Global Thinkers: 19 RIMA DALI, BASSEL KHARTABIL". Foreign Policy. 26. november 2012. Arkiveret fra originalen 2. december 2012. Hentet 26. november 2012.
12. ↑  "The FreeBasselDay Event". freebassel.org. 18. marts 2013. Arkiveret fra originalen 21. marts 2013. Hentet 18. marts 2013.
13. ↑  "Free Bassel, Free Culture". The Huffington Post. 15. marts 2013. Hentet 18. marts 2013.
14. ↑  "#FreeBassel: One Year Later, Syrian Netizen Remains in Prison". Global Voices Online. 15. marts 2013. Hentet 18. marts 2013.
15. ↑  "Family of Syria Internet guru appeals for EU help". The EU Observer. 15. marts 2013. Hentet 18. marts 2013.
16. ↑  "#freebassel: Syrischer Netzaktivist sitzt seit einem Jahr im Gefängnis". Netzpolitik. 15. marts 2013. Hentet 18. marts 2013.
17. ↑  "Seit einem Jahr in Hafts". Taz. 15. marts 2013. Hentet 18. marts 2013.
18. ↑  "Birthday wishes for Bassel Khartabil". Index on Censorship. Hentet 24. maj 2013.
19. ↑  "Today is Bassel's second birthday in prison". Index on Censorship. Hentet 24. maj 2013.
20. ↑  Harmon, Elliot. "Bassel Khartabil's Second Birthday in Prison". Creative Commons. Arkiveret fra originalen 26. november 2015. Hentet 24. maj 2013.
21. ↑  Phillips, Jon. "FREEBASSEL SUNLIGHT: Celebrate Bassel's Birthday". Fabricatorz. Arkiveret fra originalen 5. januar 2016. Hentet 13. marts 2014.
22. ↑  "Imprisoned internet pioneer Bassel Khartabil wins Index on Censorship Digital Freedom Award". Creative Commons. 21. marts 2013. Hentet 21. marts 2013.
23. ↑  "Bassel Khartabil Wins Index on Censorship Digital Freedom Award". Fabricatorz. 21. marts 2013. Arkiveret fra originalen 10. maj 2013. Hentet 21. marts 2013.
24. ↑  "Winners – Index Awards 2013". Index on Censorship. 21. marts 2013. Hentet 21. marts 2013.